# Puig Blanc (Sant Feliu de Pallerols)
El Puig Blanc és una muntanya de 728 metres que es troba entre els municipis de la Vall d'en Bas i de Sant Feliu de Pallerols, a la comarca catalana de la Garrotxa.